# Підводні човни типу «Етен Аллен»
| Підводні човни типу «Етен Аллен» | Підводні човни типу «Етен Аллен»                            | Підводні човни типу «Етен Аллен»                            |
| -------------------------------- | ----------------------------------------------------------- | ----------------------------------------------------------- |
|                                  |                                                             |                                                             |
|                                  |                                                             |                                                             |
| Головний ПЧ типу «Етен Аллен»    |                                                             |                                                             |
| Під прапором                     | США                                                         | США                                                         |
| Спуск на воду                    | 1959—1962 рр (5 човнів)                                     | 1959—1962 рр (5 човнів)                                     |
| Виведений зі складу флоту        | 1983—1991 рр                                                | 1983—1991 рр                                                |
| Проєкт                           |                                                             |                                                             |
| Тип ПЧ                           | Підводні човни атомні з ракетами балістичними (ПЧАРБ)       | Підводні човни атомні з ракетами балістичними (ПЧАРБ)       |
| Класифікація НАТО                | Ethan Allen                                                 | Ethan Allen                                                 |
| Основні характеристики           |                                                             |                                                             |
| Швидкість (надводна)             | 16 вузлів (30 км/год)                                       | 16 вузлів (30 км/год)                                       |
| Швидкість (підводна)             | 21 вузлів (39 км/год)                                       | 21 вузлів (39 км/год)                                       |
| Робоча глибина занурення         | 400 м                                                       | 400 м                                                       |
| Гранична глибина занурення       | 500 м                                                       | 500 м                                                       |
| Автономність плавання            | 45-90 діб                                                   | 45-90 діб                                                   |
| Екіпаж                           | 145 осіб                                                    | 145 осіб                                                    |
| Розміри                          |                                                             |                                                             |
| Довжина найбільша (по КВЛ)       | 124 м                                                       | 124 м                                                       |
| Ширина корпусу найб.             | 10,1 м                                                      | 10,1 м                                                      |
| Середня осадка (по КВЛ)          | 9,1 м                                                       | 9,1 м                                                       |
| Водотоннажність надводна         | 6400 т                                                      | 6400 т                                                      |
| Озброєння                        |                                                             |                                                             |
| Торпедно- мінне озброєння        | Носові: 4 ТА калібру 533-мм.                                | Носові: 4 ТА калібру 533-мм.                                |
| Ракетне озброєння                | 16 шахтних установок «Поларіс А2», з 1966 року «Поларіс А3» | 16 шахтних установок «Поларіс А2», з 1966 року «Поларіс А3» |
| Зображення на Вікісховищі        |                                                             |                                                             |

Підводні човни типу «Етен Аллен» (англ. Ethan Allen) — тип ПЧАРБ ВМС США. Було побудовано і передано флоту 5 човнів. Цей тип ПЧ став першим типом ПЧ спеціально сконструйованим для несення і запуску балістичних ракет (БР). У період з кінця 1962 року до літа 1963 року всі підводні човни класу «Етен Аллен» увійшли до складу 14-ї ескадри ПЧ ВМС США.
Будувалися ці ПЧ на заводах General Dynamics Electric Boat Division і Newport News Shipbuilding.

## Історія
Проєктування та складання планів будівництва ПЧАРБ типу «Етен Аллен» почалося в середині 1950-х років. Це був перший клас ракетних підводних човнів ВМС США від початку запланованих для несення міжконтинентальних балістичних ракет і був продовженням човнів попередника типу «Джордж Вашингтон», базою котрих були багатоцільові ПЧА типу «Скіпджек» з додатково встановленим ракетним відсіком.
Чотири з п'яти човнів були названі на честь державних діячів в історії Сполучених Штатів, це були Етен Аллен (борець за свободу в громадянській війні у США — «Етен Аллен»), Сем Г'юстон (президент республіки Техас — («Сем Г'юстон»), Джон Маршал — головний суддя США — «Джон Маршалл») та Томас Джефферсон третій президент США — «Томас Джефферсон»). П'ятий човен був названий в честь винахідника Томаса Едісона — «Томас Едісон», бо він був, під час Першої світової війни, головою цивільної морської консультаційної ради і створив американську морську дослідницьку лабораторію.
Будівництво човнів розпочалося в 1959 році на верфях Electric Boat («Етен Аллен», і «Томас Едісон») і Newport News Shipbuilding («Сем Г'юстон», «Джон Маршалл» і «Томас Джефферсон»). Спочатку човни будувалися у сухому доці, кожен трохи більше року, а потім за кожен трохи менше ніж один рік екіпірувався біля пірс. Таким чином, між закладенням і введенням в експлуатацію, проходило близько двох років. Нічого не відомо про суми витрат на будівництво.

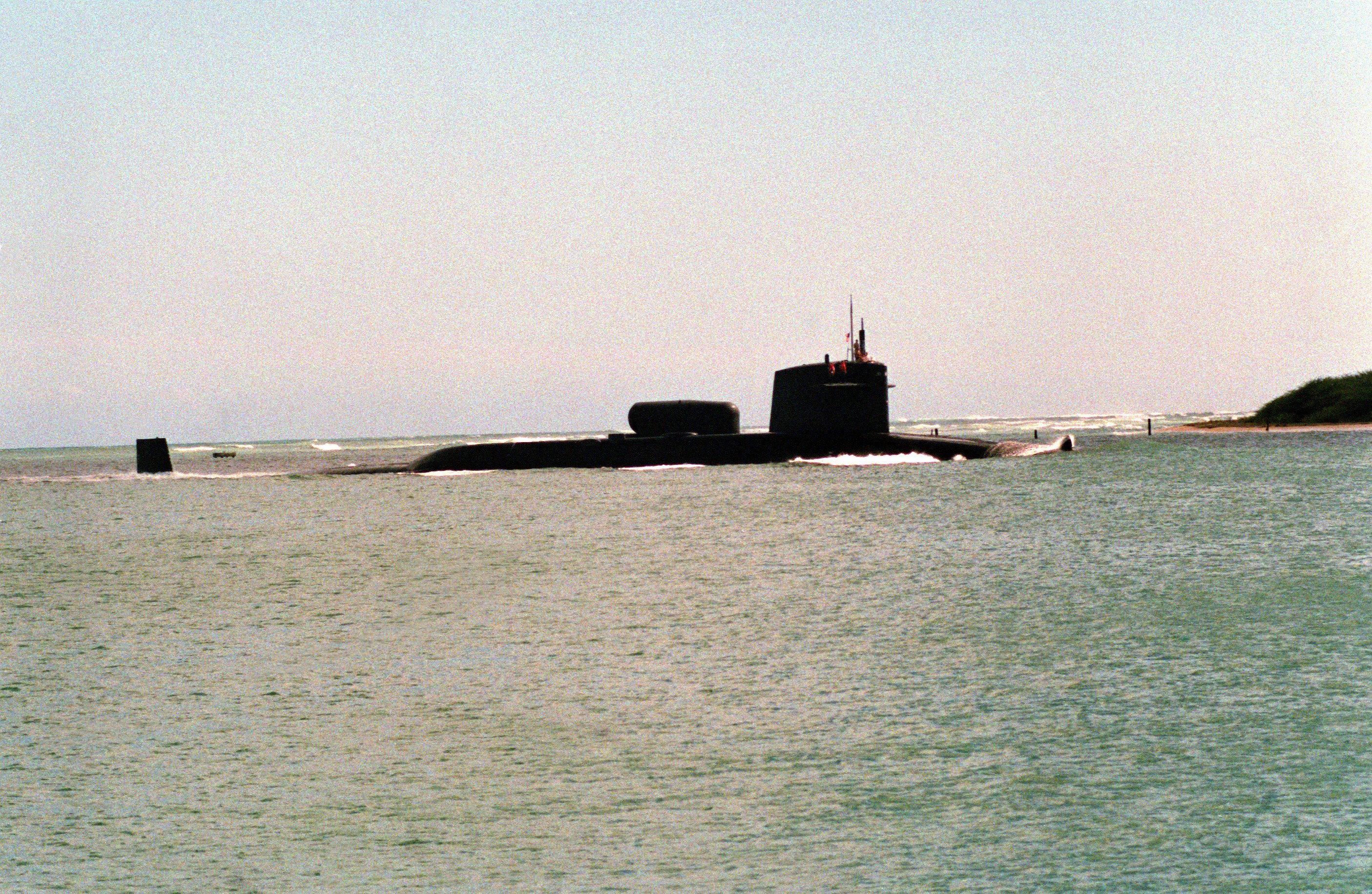
«Сем Г'юстон» з двома надмалими ПЧ

П'ять човнів типу були передані флоту у 1961—1963 роках, де вони поповнили вже наявні п'ять ПЧАРБ типу «Джордж Вашингтон». Пізніше до 1967 року флот США отримав ще 31 ПЧАРБ трьох серій типу «Лафаєт» (у тому числі серії «Джеймс Медісон» і «Бенджамін Франклін»). Ці ПЧАРБ в цілому з 41 човна створили так звану «41 за свободу» — флот підводних човнів США, котрі протистояли СРСР на світових океанах.
На початку 1980-х років, були введені в експлуатацію сучасні ПЧАРБ Огайо і був підписаний договір США й СРСР про обмеження стратегічних озброєнь. Умови цього договору забороняли наявність балістичних ракет на борту човнів типу «Етен Ален». Тому пускові шахти були залиті бетоном і було знято обладнання систем управління ракетною стрільбою.
А човни були перекласифіковані на багатоцільові з ідентифікатором SSN. Три човни були виведені з флоту в 1985 році, два інших («Сем Г'юстон» і «Джон Маршал») залишалися активними до 1991 і 1992 років відповідно, бо вони були переобладнані у носії надмалих підводних човнів з двома сухими палубами для них (позначених як DDS) Не тільки DDS було встановлено, вони також мали додатковий простір для обладнання і спеціальних підрозділів, яке мало перевозитися.
Усі п'ять човнів були розібрані на металобрухт в 1990-х роках на військово-морській верфі в П'юджет-Саунд після вилучення радіоактивного оснащення (реактора).

## Конструкція

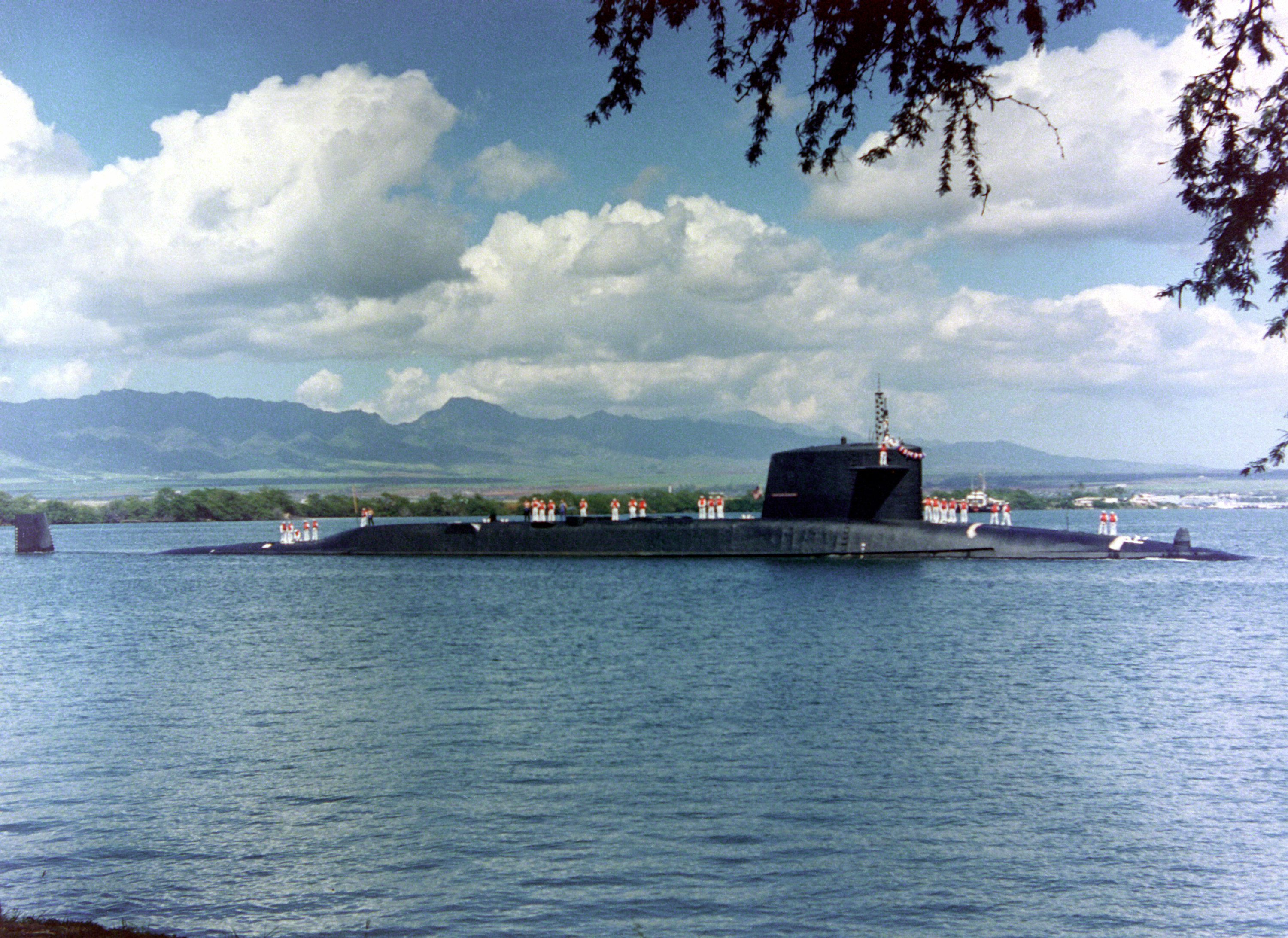
вид збоку ПЧ «Г'юстон»

Корпус човна типу мав 125,1 метра в довжину, 10,1 метра в ширину і либину осадки у 9,1 метра. На відміну від своїх попередників, ракетний відсік був уже запланований, що виразилося в більш досконалих обводах легкого корпусу. Для збільшення максимальної глибини занурення, близько 400 метрів, міцний корпус човнів типу був виготовлений зі сталі HY-80 що мала велику межу плинності. Міцний корпус був традиційно розділені на водонепроникні відсіки. У носі знаходилися торпедні апарати. Далі місця для розміщення екіпажу, головний пост. За рубкою був розміщений ракетний відсік, який називали на флоті «Шервудським лісом». Далі був реакторний відсік і за ним в кормі машинне відділення.
На ПЧАРБ типу «Етен Аллен» для зниження шумів вперше у ВМС США було застосовано розміщення механізмів на акустично ізольованих платформах..

## Озброєння

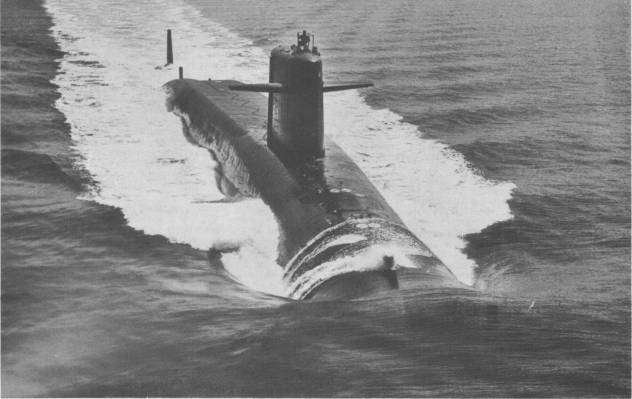
«Джон Маршал», ракетні шахти розміщені за рубкою.

Основне озброєння човнів типу «Етен Аллен» були 16 балістичних ракет підводного базування (БРПЧ) типу UGM-27B Поларіс A2. Вони мали дальність до 1500 морських миль (2700 км) і точність влучення близько 900 метрів, несли одну боєголовку. Пуск ракет був можливий з глибин не більше 25 м при швидкості не більше 5 вузлів і лише послідовно. Час досягнення стартової боєготовності після здобуття відповідного наказу на запуск БРПЛ — 15 хвилин.
До 1974 року всі п'ять човнів отримали в значно поліпшені ракети «Поларіс» A3, котрі мали збільшену дальність на 1000 миль (до 4500 км), точність влучення до 600 м і, на додаток, ці ракети могли нести три роздільні боєголовки. Наприкінці 1970-х років, підводні човни флоту отримали на озброєння ракети «Посейдон» але на човнах типу «Етен Аллен» вони не встановлювалися, через надто велику довжину і, відповідно, через високу вартість переобладнання човнів.
Для самооборони усі човни типу були оснащені 4 торпедними апаратами калібру 533-мм для чотирьох основних моделей торпед типу Марк-48 або восьми менших моделей типу Mark-46.

## Енергетичне обладнання
На човнах типу були встановлені водо-водяний реактор типу S5W. Де S — значить що для використання на суднах, зокрема на підводних човнах, 5 — покоління реактора, W — позначення виробника реактора, тут Westinghouse. Цей реактор мав потужність 15 000 к.с.. Максимальна швидкість була в підводному режимі більш ніж 20 вузлів, на кілька вузлів менше від багатоцільових човнів. Однак для ПЧАРБ низька шумність руху значила більше, ніж швидкість, тому що їхньою головною задачею було таємне ведення патрулювання. Форма корпусу була оптимізована для підводного плавання, бо човни спливали тільки для транзиту в і з бази.

## Радіоелектронне і гідроакустичне обладнання
На човнах типу було кілька гідроакустичних систем, за допомогою яких вони могли виявляти й ідентифікувати ворожі підводні човни та надводні кораблі. Основною системою була AN/BQS-4. Вона могла працювати в активному і пасивному режимах, і мала можливість працювати разом з суто пасивним гідролокатором AN/BQR-7 в легкому корпусі човна. Крім того, кожен човен мав активний гідролокатор AN/BQR-19, котрий використовувався для навігації. Для прослуховування на великих відстанях використовувалася буксирована гідроакустична система AN/BQR-15.

## Експлуатація

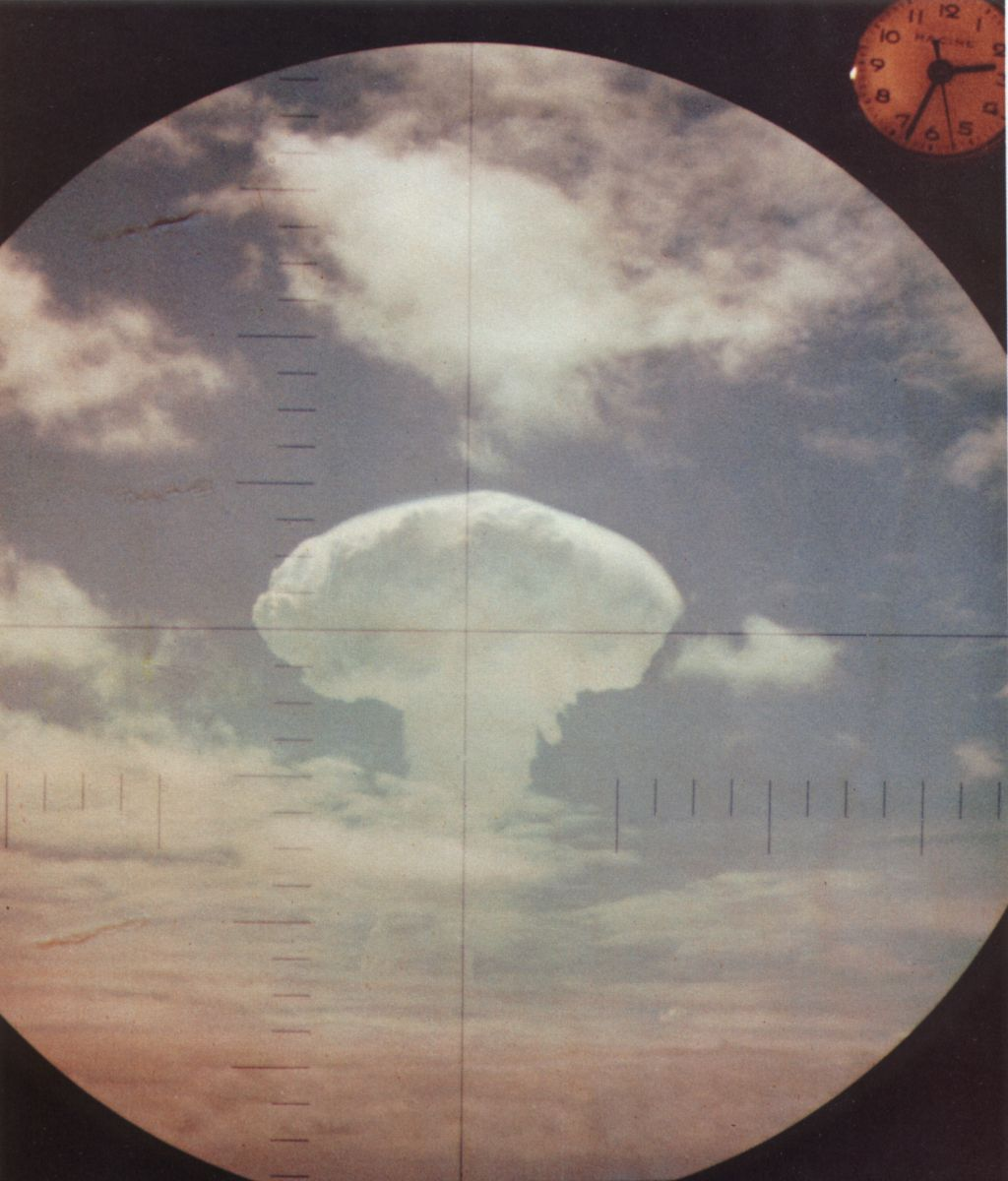
гриб ядерного вибуху від запущеної балістичної ракети з ПЧАРБ «Етен Аллен»

Човни проєкту були частиною ядерної системи США в морі. Їх служба проводилася наступним чином; вони, з 16 МБР, залишали свій порт приписки під посиленою охороною надводних кораблів, котрі забезпечували проходження човна в район патрулювання. Потім човен була близько трьох місяців безперервно плавав визначеній точці світового океану з надсекретними координатами.. Після того, як він повертався назад у порт човен проходив період обслуговування з другим екіпажем для наступного патрулювання. У кожного човна було два екіпажі, котрі постійно змінювалися.
Спочатку усі п'ять човнів були розміщені в Європі, звідти виходили в Північний Льодовитий океан. Причина вибору цього району патрулювання полягало в тому, що ядерні ракети запущені звідти швидко могли досягати Москву й більшість міст європейської частини СРСР База усіх п'яти човнів була в Холі-Лох у Шотландії.
Починаючи з середини/кінця 1960-х, човни були переведені в Рота (Rota) у Іспанії. Тут, як райони бойового патрулювання, була вибрана акваторія Середземного моря, бо можливими цілями для цих ПЧАРБ були міста Європейської частини СРСР і Середньої Азії.
З середини 1970-х років, тоді вже відносно старі човни, були використані в основному для дій у Тихому океані, в портах Перл-Гарбор на Гаваях і Апра-Гарбор на Гуамі.
Головний човен типу «Етен Аллен», є єдиним в історії США, котрий виконував стрільбу балістичною ракетою з штатним ядерним боєзарядом. У 1962 році при виконанні операції Домінік, в рамках військових навчань Frigate Bird з човна «Етен Аллен» запустили ракету «Поларіс» A2, ядерний вибух відбувся на острові Кіритіматі в центральній частині Тихого океану.

## Ремонти і модернізації
У 1970-х переобладнувалися на більш досконалі балістичні ракети. У 1980-х було знято ракетне озброєння і 3 човни типу було перекваліфіковані у багатоцільові, а два у носії надмалих підводних човнів.

## Сучасний статус
Усі човни проєкту були виведені з флоту у 1983—1991-х роках й утилізовані.

## Оцінка проєкту
Тип підводних човнів «Етен Ален» вповні відповідав військовим потребам США у 1960-ті і 1970-ті роки.

## Представники
| Назва              | Завод         | Закладний       | Спущений на воду  | Переданий флоту | Виведений з флоту |
| ------------------ | ------------- | --------------- | ----------------- | --------------- | ----------------- |
| «Етен Аллен»       | Electric Boat | 14 вересня 1959 | 22 листопада 1960 | 8 серпня 1961   | 2 квітня 1983     |
| «Сем Г'юстон»      | Newport News  | 28 грудня 1959  | 2 лютого 1961     | 6 березня 1962  | 6 вересня 1991    |
| «Томас Едісон»     | Electric Boat | 15 березня 1960 | 15 червня 1961    | 10 березня 1962 | 1 грудня 1983     |
| «Джон Маршалл»     | Newport News  | 4 квітня 1960   | 15 липня 1961     | 21 травня 1962  | 22 липня 1992     |
| «Томас Джефферсон» | Newport News  | 3 лютого 1961   | 24 лютого 1962    | 4 січня 1963    | 30 квітня 1986    |